# Hypselobarbus micropogon
Hypselobarbus micropogon är en fiskart som först beskrevs av Achille Valenciennes 1842.  Hypselobarbus micropogon ingår i släktet Hypselobarbus och familjen karpfiskar. IUCN kategoriserar arten globalt som starkt hotad. Inga underarter finns listade i Catalogue of Life.